# 자모비
자모비(jamovi, 모두 소문자로 작성)는 데이터 분석 및 통계적 테스트를 수행하는 무료 오픈 소스 컴퓨터 프로그램이다. 자모비의 핵심 개발자는 무료 통계프로그램인 JASP 개발자였던 조나던 러브(Jonathon Love), 대미안 드로프만(Damian Dropmann), 래비 셀커(Ravi Selker)이다. 호주의 뉴캐슬 대학교(University of Newcastle) 연구진을 중심으로 개발하며, 제작 및 설계 구성원 중에 중앙대학교 설현수 교수가 있다. 

## 소프트웨어
자모비는 R 프로그래밍 언어를 활용하는 오픈 소스 그래픽 사용자 인터페이스이다. 초기에는 ANOVA(분산 분석) 도구로 사용하였으나 현재는 선형 회귀, 혼합 모델 및 베이지안 모델 에도 사용하며,구조방정식 등도 분석하는 통계적 추론 도구이다.
자모비 데이터는 엑셀 형태로 구성하는 스프레드시트 인터페이스에 입력한다. 데이터를 변경하면 변경 사항의 영향을 받은 모든 계산 및 분석이 자동으로 연동한다. 이 소프트웨어에는 관찰 데이터가 연구자의 예측 기준과 맞는지 여부를 판별하는 다항식 테스트도 갖추었다.

## 확장성
자모비에는 기본적인 통계 및 그래픽 기능을 추가하는 라이브러리가 있다. 사용자는 자모비 커뮤니티와 R 커뮤니티에서 형성한 통계 모듈을 라이브러리로 설치하여 통계 기능을 확장할 수 있다. 이러한 모듈은 R 프로그래밍 언어 로 작성하며, jmv  및 jmvtools  등도 라이브러리를 사용하여 확장 가능하다. 다양한 통계 모듈이 존재하며 자모비의 라이브러리에서 접근하여 설치할 수 있다. 자모비 커뮤니티에서는 40개가 넘는 모듈을 생성하여 프로그램의 기능을 확장했다. 이러한 추가 분석에는 동의 및 신뢰성 분석 중재 모델,   메타 분석, 전력 분석, 심리 측정,  구조 방정식 모델, 생존 분석, 및 우도/증거 분석 등이 있다.

## 관련 문서
자모비에 대해 자세하게 설명한 사용자 매뉴얼이 있다. 기본 언어인 영어 이외에도 한국어 및 중국어, 일본어, 힌디어, 스페인어, 말라얄람어 등 여러 언어로 된 무료 책과 비디오 학습안과 제3자가 제작한 영상도 있다.